# Steve Hogarth

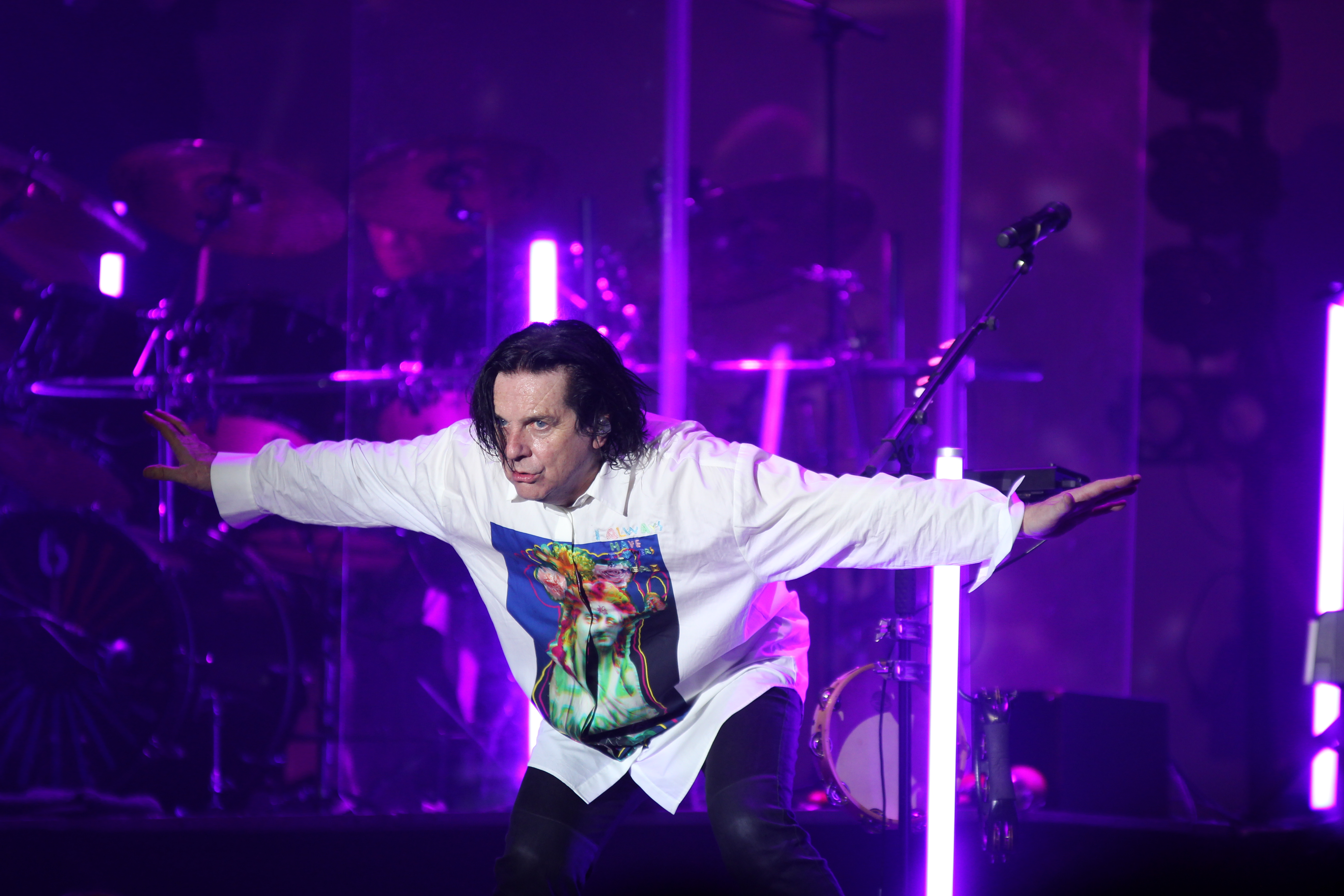
Steve Hogarth bei einem Konzert in Leipzig 2023

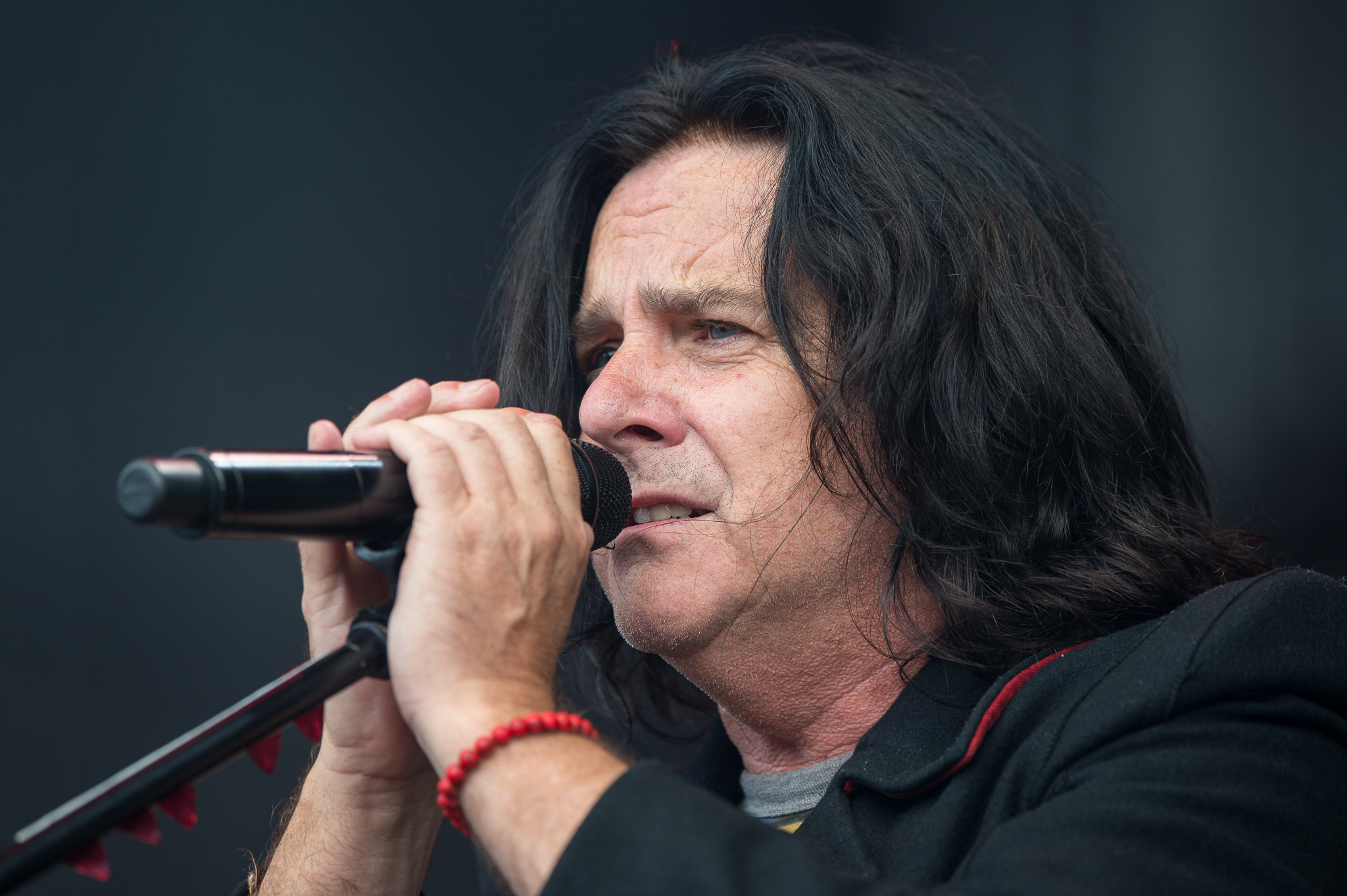
Steve Hogarth, 2016

Steve Hogarth (als Ronald Stephen Hoggarth * 14. Mai 1956 oft falsch 1959 in Kendal, England) ist ein britischer Sänger und Keyboarder. Seit 1989 ist er Leadsänger von Marillion.

## Leben
Steve Hogarth (Spitzname „h“) war ab 1981 als Keyboarder und gelegentlich als Sänger bei „The Europeans“ aktiv. 1984 verließen er und der Gitarrist Colin Woore die Band, um unter dem Namen „How we live“ ein Album aufzunehmen (Dry Land, 1987), das erfolglos blieb. Hogarth wirkte als Sessionmusiker an Toni Childs’ Debüt „Union“ (1988) mit.
Seit dem Abgang von Fish 1989 ist er Sänger und Frontmann der britischen Progressive Rock (bzw. Artrock) Band Marillion. Als erstes Album unter Hogarths Mitwirkung erschien „Seasons End“ (1989), das bislang 16. Studioalbum ist „An Hour Before It´s Dark“ (2022).
1997 nahm er sein erstes Solo-Album (Ice Cream Genius) auf und ging von 2000 bis 2003 mit den Stücken dieses Albums sowie Coverversionen seiner Lieblings-Rock-Songs unter dem Namen „h-Band“ auf Tournee.

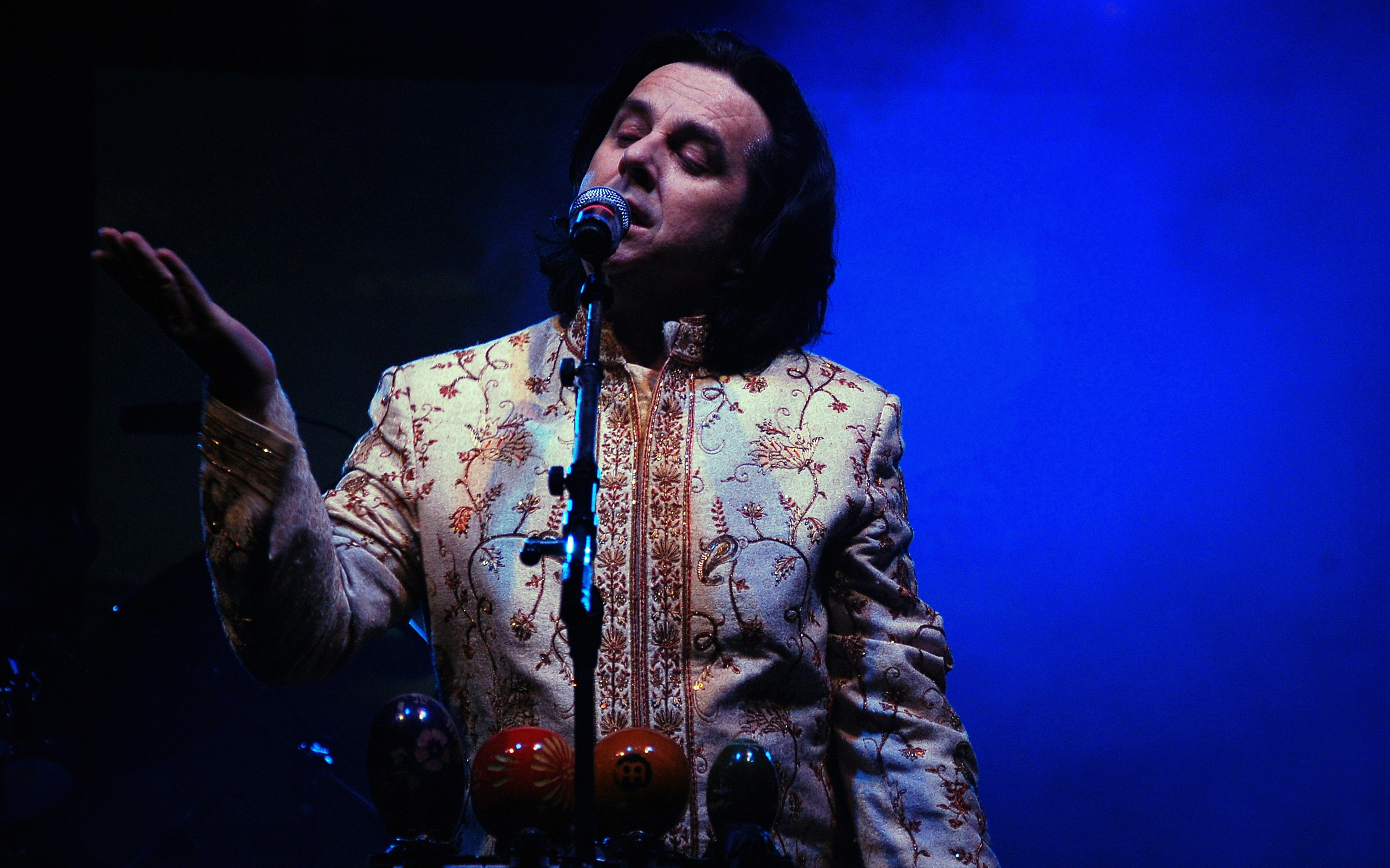
Steve Hogarth, 2009

Von Beginn des Jahres 2006 an war er als Solo-Künstler auf seiner „h-natural“-Tour unterwegs. Die nur für Mitglieder der Marillion-Fan-Clubs vorgesehenen Konzerte bestritt er solo, nur mit Klavier und Gesang. Auch in den folgenden Jahren gab Hogarth Solo-Konzerte.
Seit einigen Jahren spielt Hogarth mit Peter Trewavas und Steven Rothery von Marillion unter dem Namen Los Trios Marillos vereinzelte Akustik-Konzerte in kleinem Rahmen, auf denen im Wesentlichen Marillion-Songs gespielt werden.
2012 und 2013 erschienen zwei Kollaborationen mit dem Keyboarder Richard Barbieri (ex Japan; Porcupine Tree). 2017 erschien das Album „Colours Not Found in Nature“, eine Zusammenarbeit mit der schwedischen Progressive-Rock-Band Isildurs Bane.

## Diskographie
The Europeans
- Vocabulary (1983)
- Live (1984)
- Recurring Dreams (1984)

How we live
- Dry land (1987)

solo (H-Band)
- Ice Cream Genius (1997)
- Live Spirit : Live Body (aufgenommen 2001, veröffentlicht 2002)

mit Richard Barbieri
- Not The Weapon But The Hand (2012)
- Arc Light (EP) (2013)

mit Isildurs Bane
- Colours Not Found in Nature (2017)

Marillion
- Seasons End (1989)
- Holidays in Eden (1991)
- Brave (1994)
- Afraid of Sunlight (1995)
- This Strange Engine (1997)
- Radiation (1998)
- marillion.com (1999)
- Anoraknophobia (2001)
- Marbles (2004)
- Somewhere Else (2007)
- Happiness Is the Road (2008)
- Less Is More (2009)
- Sounds That Can't Be Made (2012)
- Fuck Everyone and Run (F E A R) (2016)
- With Friends from the Orchestra (2019)
- An Hour Before It's Dark (2022)

RanestRane (als Gastmusiker)
- A Space Odyssey — Part One – Monolith (2013)
- Monolith in Rome — A Space Odyssey Live (2014)